# 16 ottobre
Il 16 ottobre è il 289º giorno del calendario gregoriano (il 290º negli anni bisestili). Mancano 76 giorni alla fine dell'anno.

## Eventi
- 456 – Ricimero sconfigge l'imperatore romano Avito a Piacenza e diventa signore dell'Impero d'Occidente
- 1094 – Al Concilio d'Autunno, re Filippo I di Francia viene scomunicato da Ugo, vescovo di Lione, in nome di papa Urbano II, per aver ripudiato Berta d'Olanda e aver sposato la cugina Bertrada di Montfort
- 1472 – Pace di Pedralbes: la corona d'Aragona riprende la Catalogna del Nord e la Sardegna
- 1756 – Papa Benedetto XIV pubblica l'enciclica "Ex Omnibus Christiani", sui renitenti alla costituzione "Unigenitus".
- 1775 – La Royal Navy bombarda Portland (Maine), durante la guerra d'indipendenza americana
- 1781 – Le truppe di George Washington prendono Yorktown (Virginia)
- 1793
  - La regina di Francia Maria Antonietta (sorella di Giuseppe II e Leopoldo II) viene ghigliottinata a Parigi
  - Battaglia di Wattignies: l'esercito rivoluzionario francese sconfigge le forze della Prima coalizione
- 1805 – Prende inizio la battaglia di Ulma, che durerà tre giorni e nella quale la Grande Armée napoleonica infliggerà una schiacciante e decisiva sconfitta all'Impero d'Austria
- 1806 – Scoppia la guerra tra la Russia e l'Impero ottomano
- 1813 – Battaglia di Lipsia: gli alleati della Sesta coalizione sconfiggono l'esercito napoleonico
- 1817 – Nella Valle dei Re, in Egitto, viene scoperta la tomba del faraone Seti I
- 1829 – In un ramo della linea ferroviaria Liverpool-Manchester si svolge la prima gara di velocità tra locomotive: vince la Rocket di Sir George Stephenson
- 1834 – A Londra un incendio distrugge il Palazzo di Westminster
- 1843 – Il matematico irlandese William Rowan Hamilton scopre i quaternioni
- 1846 – Primo uso come anestetico dell'etere: William Green Morton utilizzando l'etere permette a John Collins Warren di praticare il primo intervento in narcosi.
- 1859 – L'abolizionista statunitense John Brown guida un'incursione ad Harper's Ferry (Virginia Occidentale)
- 1860 - A Locorotondo (cittadina in provincia di Bari), viene trovata nelle campagne un'icona Sacra raffigurante la Vergine Maria col Bambin Gesù, denominata Madonna della Catena, qualche anno dopo viene costruita una basilica in suo onore meta di tanti pellegrini nella città.
- 1866 – I francesi guidati dall'ammiraglio Pierre-Gustave Roze devastano il monastero sull'isola coreana di Kanghwa e bombardano Seul, per rappresaglia verso l'uccisione di nove missionari francesi
- 1869
  - A Cardiff (New York) viene scoperto il Gigante di Cardiff, una delle più famose burle americane
  - L'Università di Cambridge inaugura il Girton College, primo college femminile del mondo
- 1882 – Negli Stati Uniti viene inaugurata la New York, Chicago and St. Louis Railroad (meglio nota come "Nickel Plate Railroad"), una delle prime grandi ferrovie nordamericane: con un percorso da New York a St. Louis collega ben 14 Stati USA e la provincia canadese dell'Ontario
- 1902 – Primo utilizzo della comparazione delle impronte digitali da parte dell'investigatore francese Alphonse Bertillon
- 1905 – Il governo inglese opera la divisione della provincia indiana del Bengala in due zone, una a maggioranza islamica (il futuro Bangladesh), l'altra a maggioranza induista
- 1908 – Apertura della prima sala cinematografica in Tunisia
- 1910 – Prima traversata de La Manica in dirigibile
- 1914 – Prima trasfusione di sangue della prima guerra mondiale, realizzata all'ospedale di Biarritz (Francia)
- 1923 – Walt e Roy Oliver Disney fondano la Walt Disney Company
- 1934 – I comunisti cinesi di Mao Zedong iniziano la Lunga marcia
- 1939 – Prima incursione aerea della tedesca Luftwaffe sui cieli dell'Inghilterra
- 1940
  - Il Ghetto di Varsavia viene completato
  - Benjamin O. Davis, Sr. diventa il primo generale afroamericano dell'esercito degli Stati Uniti d'America
  - Gli Stati Uniti d'America bloccano tutte le esportazioni di acciaio e ferro verso il Giappone
- 1942 – Un ciclone si abbatte sulle coste del Bengala, provocando 11.000 vittime
- 1943 – Deportazione dal Ghetto di Roma di 1023 ebrei verso il Campo di sterminio di Auschwitz
- 1944 – Primo volo del bombardiere a getto ad ala a freccia negativa Junkers Ju 287
- 1945 – Fondazione della FAO a Québec (Canada)
- 1946 – Dieci criminali di guerra nazisti della seconda guerra mondiale, condannati al Processo di Norimberga, vengono giustiziati tramite impiccagione. Sono Joachim von Ribbentrop, Wilhelm Keitel, Ernst Kaltenbrunner, Alfred Rosenberg, Hans Frank, Wilhelm Frick, Julius Streicher, Fritz Sauckel, Alfred Jodl, Arthur Seyß-Inquart. Hermann Göring si suicidò la notte prima dell'esecuzione
- 1949 – Nikos Zachariadīs, leader del Partito Comunista di Grecia, annuncia il temporaneo cessate il fuoco che di fatto pone fine alla guerra civile greca
- 1951 – Il primo ministro del Pakistan, Liaquat Ali Khan, viene assassinato a Rawalpindi
- 1961 – A Cork (Irlanda) viene aperto il Cork International Airport
- 1962 – Crisi dei missili di Cuba: John F. Kennedy viene informato delle foto scattate il 14 ottobre da un U-2 che mostrano missili nucleari, la prova di forza tra Stati Uniti e Unione Sovietica sulle armi nucleari sovietiche a Cuba mette il mondo intero sotto la minaccia di una guerra atomica (la crisi durerà per 13 giorni a partire da questo momento)
- 1963 – Guerra d'indipendenza in Ciad
- 1964 – La Repubblica Popolare Cinese fa esplodere la sua prima arma nucleare
- 1968
  - Gli atleti statunitensi Tommie Smith e John Carlos vengono espulsi dalla nazionale olimpica. Pochi giorni prima, alle Olimpiadi di Città del Messico, dopo la finale dei 200 m (in cui erano giunti rispettivamente 1° e 3°) erano saliti sul podio scalzi ed avevano ascoltato l'inno nazionale a capo chino, sollevando un pugno un guanto nero, a sostegno del movimento Olympic Project for Human Rights.
  - A Kingston (Giamaica) scoppiano disordini popolari (poi noti come Rodney Riots) in risposta al provvedimento di espulsione dal paese di Walter Rodney, docente di letteratura all'Università delle Indie Occidentali, attivista nel campo dei diritti umani
- 1970 – Anwar al-Sadat viene eletto presidente dell'Egitto
- 1973
  - Henry Kissinger e Lê Đức Thọ ricevono il Premio Nobel per la pace
  - Maynard Jackson diventa il primo afroamericano eletto sindaco in una città statunitense, Atlanta
- 1975 – Cinque giornalisti australiani vengono uccisi a Balibo (Timor portoghese, attuale Timor Est) dalle truppe indonesiane
- 1978 – Roma: il cardinale polacco Karol Wojtyła viene eletto papa con il nome di Giovanni Paolo II
- 1986
  - Il CIO sceglie Barcellona come sede dei Giochi olimpici del 1992
  - Reinhold Messner raggiunge la vetta del Lhotse (Nepal) e diventa il primo uomo ad aver scalato tutte le quattordici vette che superano gli 8000 metri
- 1987 – Un uragano si abbatte sulle coste dell'Inghilterra meridionale, provocando 23 vittime
- 1991 – A Killeen (Texas) un uomo in preda a follia omicida, George Hennard, irrompe armato di 2 pistole in una caffetteria, uccidendo 23 persone e ferendone 19, prima di togliersi la vita
- 1993 – Forti esplosioni di origine vulcanica a Stromboli
- 1995 – A Washington si svolge la Marcia del milione di uomini
- 1996
  - Strage del Mateo Flores: a Città del Guatemala 83 persone restano uccise e più di 200 ferite, dopo che una massa di 46.000 tifosi aveva preso d'assalto l'Estadio Mateo Flores per assistere ad una partita di calcio, nonostante la capienza dell'impianto fosse di soli 38.000 posti
  - La Croazia diviene il 40º Stato membro del Consiglio d'Europa
- 1998 – A Londra viene arrestato il dittatore cileno Augusto Pinochet
- 2000 – Il giornalista di Radio Radicale, Antonio Russo, viene ritrovato morto vicino Tbilisi (Georgia)
- 2001 – Durante l'Invasione dell'Afghanistan, aerei da guerra statunitensi bombardano per errore un campo della Croce Rossa Internazionale a Kabul
- 2002 – Ad Alessandria d'Egitto viene inaugurata la Bibliotheca Alexandrina, a ricordo della mitica biblioteca anticamente distrutta
- 2003 – Il Consiglio di sicurezza delle Nazioni Unite vota all'unanimità la Risoluzione 1511 sulla ricostruzione politica ed economica dell'Iraq e il mantenimento della sicurezza
- 2004 – Attentati in Iraq contro 5 chiese cristiane (4 a Baghdad e 1 a Masur)
- 2005
  - Elezioni primarie de L'Unione: con un ampio margine di preferenze (74,1%), gli elettori scelgono Romano Prodi come leader della coalizione di centro-sinistra in vista delle elezioni politiche del 2006
  - A Locri (Reggio Calabria) viene assassinato Francesco Fortugno, vicepresidente del Consiglio regionale della Calabria
  - Alle 04:32 ora locale atterra con successo a Siziwangqi l'astronave Shenzhou VI, seconda missione spaziale cinese
- 2006 – A New York, con 186 voti su 192, l'Assemblea generale delle Nazioni Unite accetta la candidatura dell'Italia a far parte, come membro non permanente, del Consiglio di sicurezza dal 1º gennaio 2007 al 31 dicembre 2008

## Nati
Ci sono circa 1 140 voci su persone nate il 16 ottobre; vedi la pagina Nati il 16 ottobre per un elenco descrittivo o la categoria Nati il 16 ottobre per un indice alfabetico.

## Morti
Ci sono circa 530 voci su persone morte il 16 ottobre; vedi la pagina Morti il 16 ottobre per un elenco descrittivo o la categoria Morti il 16 ottobre per un indice alfabetico.

## Feste e ricorrenze

### Civili
Internazionali:
- FAO - Giornata mondiale dell'alimentazione

### Religiose
Cristianesimo:
- Santa Edvige di Andechs, religiosa e duchessa di Slesia e di Polonia
- Santa Margherita Maria Alacoque, vergine
- Santi Amando e Giuniano
- Sant'Anastasio di Cluny
- San Bertrando di Comminges, vescovo
- Santa Bonita di Brioude
- Sant'Elifio martire
- Santi Ferdinand Perez e Luigi Blanc, martiri mercedari
- San Fortunato di Casei, martire
- San Gallo monaco
- San Gauderico
- San Gerardo Maiella, religioso
- San Longino, martire
- San Lullo di Magonza, arcivescovo
- Santi Martiniano e Saturiano, martiri
- San Mommolino di Noyon, vescovo
- San Vitale eremita in Bretagna
- Beato Augustine Thevarparampil, sacerdote
- Beato Aniceto Koplin, sacerdote cappuccino, martire
- Beato Bononato Marimondi, mercedario
- Beato Gerardo da Chiaravalle, abate
- Beato Józef Jankowski, sacerdote pallottino, martire
- Beata Lutgarda di Wittichen, badessa

Islam:
- 2004 – Ramadan 1 Ramadan 1425

Religione romana antica e moderna:
- Ludi per Giove Liberatore, terzo giorno